# Азия Каррера
Джессика Андреа Штайнхаузер (англ. Jessica Andrea Steinhauser; род. 6 августа 1973 года, Нью-Йорк), известная под сценическим псевдонимом как Азия Каррера (Asia Carrera) — американская порноактриса.

## Биография
Азия Каррера родилась 6 августа 1973 года в Нью-Йорке, отец Азии был японцем (он переехал в Нью-Йорк сразу после завершения Второй мировой войны), а мать немкой. В детстве Азия была очень умной девочкой и преуспевала в школе лучше всех. В 16 лет Азия, по программе обмена, в одной из японских школ учила детей английскому языку. Также Азия обладала значительными музыкальными способностями, и уже в 13 лет исполняла концерты на фортепиано в знаменитом Карнеги Холл в Нью-Йорке. Однако слишком жёсткий присмотр за дочерью её родителями не давал той свободы, в которой нуждалась Азия. Таким образом, в 17 лет Азия убежала из дома, однако потом возвратилась обратно. Родители решили продолжить обучение Азии и отдали её в колледж. По вечерам после учёбы Азия начала танцевать стриптиз в целях развлечь себя и заработать немного карманных денег. Вскоре Азия начала фотографироваться обнажённой.

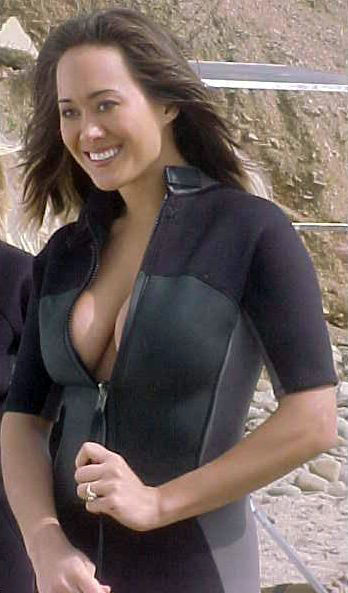
Азия Каррера

## Порнокарьера
Фотографии обнажённой Азии попадают к продюсеру порнофильмов Баду Ли, который приглашает её на просмотр в Лос-Анджелес. В первых своих порнофильмах Азия снялась зимой 1993 года, а в 1994 году была уже выдвинута на одну из наград AVN Awards. Впоследствии Азия с головой окунулась в порноиндустрию и за весь свой съёмочный период (с 1993 по 2005 годы) снялась в 400 порнофильмах. Имеет пирсинг на половой губе. Заслужив себе определённую славу, Азия решила отказаться от ролей в порнофильмах и попробовать себя на ниве продюсерства и режиссуры.
В 1998 году снялась в эпизоде фильма братьев Коэн «Большой Лебовски» в роли порноактрисы, но в титрах отмечена не была.

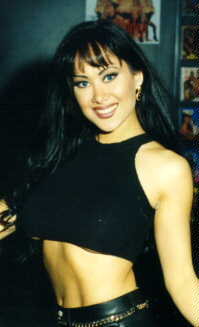

В 2011 году журнал Complex поставил её на 4 место в списке «50 самых горячих азиатских порнозвёзд всех времен».

## Личная жизнь
В 1995—2003 годы Азия была замужем за продюсером порнофильмов Бадом Ли.
В 2003—2006 годы Азия была замужем за диетологом Доном Леммоном. От него у Каррера двое детей — дочь Каталина Леммон (род. 04.03.2005) и сын Дональд Эдвард Леммон-третий (род. 31.07.2006 года). Леммон погиб в автокатастрофе в Лас-Вегасе 10 июня 2006 года, когда Азия была на восьмом месяце беременности.
В 2012 году Азия родила сына Нико, но в том же году отдала его на усыновлении своим хорошим друзьям и продолжает следить за жизнью ребёнка.
В свободное время изучает программирование и web-дизайн, имеет свой сайт в Интернете. Также Азия увлекается написанием рассказов и сценариев, игрой на пианино. Изучает квантовую физику.
3 июля 2015 года была задержана пьяной при вождении с ребенком. Норма алкоголя в крови была превышена три раза (0,254 промилле вместо допустимых 0,08 по законам штата). При этом выглядела малопрезентабельно. Суд отправил Азию под домашний арест.

## Премии и номинации
- 1995 AVN Female Performer of the Year[11]
- 2000 AVN Best Couples Sex Scene — за фильм Search for the Snow Leopard[11]
- 2000 AVN Award номинация на Best Actress (film)[12]
- AVN Hall of Fame[13]